# Келер (Вирџинија)
Келер (енгл. Keller) град је у америчкој савезној држави Вирџинија. По попису становништва из 2010. у њему је живело 178 становника.

## Демографија
Према попису становништва из 2010. у граду је живело 178 становника, што је 5 (2,9%) становника више него 2000. године.
| Група             | 2000.       | 2010.       |
| Белци             | 140 (80,9%) | 132 (74,2%) |
| Афроамериканци    | 22 (12,7%)  | 39 (21,9%)  |
| Азијати           | 0 (0,0%)    | 0 (0,0%)    |
| Хиспаноамериканци | 10 (5,8%)   | 3 (1,7%)    |
| Укупно            | 173         | 178         |